# Siergiej Parszywluk
Siergiej Wiktorowicz Parszywluk (ros. Сергей Викторович Паршивлюк, ur. 18 marca 1989 w Moskwie) – rosyjski piłkarz grający na pozycji prawego obrońcy. Od 2019 gra w Dinamie Moskwa.

## Kariera klubowa
Karierę piłkarską Parszywluk rozpoczął w Spartaku Moskwa. Do 2006 roku występował w drużynach juniorskich, a w tamtym roku rozegrał swoje pierwsze spotkania w rezerwach Spartaka. W 2007 roku awansował do pierwszej drużyny. Zadebiutował w niej 21 lipca 2007 roku w wygranym 3:1 domowym spotkaniu z Zenitem Petersburg, gdy w 51. minucie zmienił Martina Jiránka. W debiutanckim sezonie rozegrał 2 mecze ligowe, ale już w sezonie 2008 wystąpił w 18 spotkaniach. W sezonie 2011/2012 został ze Spartakiem wicemistrzem Rosji.
W 2016 roku Parszywluk przeszedł do Anży Machaczkała, w którym zadebiutował 17 września 2016 w wygranym 1:0 wyjazdowym meczu z Urałem Jekaterynburg. W Anży grał przez rok.
W 2017 roku Parszywluk został piłkarzem FK Rostów. Swój debiut w nim zaliczył 23 lipca 2017 w przegranym 0:1 domowym spotkaniu z Achmatem Grozny. W Rostowie spędził dwa sezony.
W 2019 roku Parszywluk przeszedł do Dinama Moskwa. Zadebiutował w nim 21 lipca 2019 w przegranym 0:1 domowym meczu z Rubinem Kazań.
| Sezon   | Klub             | Kraj  | Rozgrywki        | Mecze | Bramki |
| ------- | ---------------- | ----- | ---------------- | ----- | ------ |
| 2007    | Spartak Moskwa   | Rosja | Priemjer-Liga    | 2     | 0      |
| 2008    | Spartak Moskwa   | Rosja | Priemjer-Liga    | 18    | 0      |
| 2009    | Spartak Moskwa   | Rosja | Priemjer-Liga    | 21    | 1      |
| 2010    | Spartak Moskwa   | Rosja | Priemjer-Liga    | 21    | 0      |
| 2011/12 | Spartak Moskwa   | Rosja | Priemjer-Liga    | 19    | 0      |
| 2012/13 | Spartak-2 Moskwa | Rosja | Wtoroj diwizion  | ?     | ?      |
| 2013/14 | Spartak Moskwa   | Rosja | Priemjer-Liga    | 25    | 2      |
| 2014/15 | Spartak Moskwa   | Rosja | Priemjer-Liga    | 26    | 0      |
| 2015/16 | Spartak Moskwa   | Rosja | Priemjer-Liga    | 16    | 0      |
| 2016/17 | Spartak-2 Moskwa | Rosja | Pierwyj diwizion | 7     | 0      |
| 2016/17 | Anży Machaczkała | Rosja | Priemjer-Liga    | 19    | 0      |
| 2017/18 | FK Rostów        | Rosja | Priemjer-Liga    | 29    | 1      |
| 2018/19 | FK Rostów        | Rosja | Priemjer-Liga    | 24    | 1      |
| 2019/20 | Dinamo Moskwa    | Rosja | Priemjer-Liga    | 17    | 0      |
| 2020/21 | Dinamo Moskwa    | Rosja | Priemjer-Liga    | 22    | 0      |

## Kariera reprezentacyjna
W 2008 roku Parszywluk zadebiutował w reprezentacji Rosji U-21, z którą rywalizuje o awans na Mistrzostwa Europy U-21 w 2011 roku. 3 września 2014 zadebiutował w dorosłej reprezentacji Rosji w wygranym 4:0 towarzyskim meczu z Azerbejdżanem.